# كولن تشيشولم
كولن تشيشولم هو لاعب هوكي جليد كندي، ولد في 25 فبراير 1963 في إدمونتون في كندا.

## وصلات خارجية
- كولن تشيشولم على موقع دوري الهوكي الوطني (الإنجليزية)
- كولن تشيشولم على موقع EliteProspects.com (الإنجليزية)
- كولن تشيشولم على موقع HockeyDB.com (الإنجليزية)
- كولن تشيشولم على موقع Hockey-Reference.com (الإنجليزية)